# Август Гефнер
Август Гефнер (нім. August Häfner; 31 січня 1912, Меллінген, Швейцарія — 20 червня 1999, Ільсхофен, Німеччина) — оберштурмфюрер СС, командир частини зондеркоманди 4a, що здійснювала розстріли у Бабиному Яру.

## Біографія
Народився 31 січня 1912 року в сім'ї бондаря у Швейцарії. Його батько брав участь у Першій світовій війні, а дядько Роберт загинув 1914 року. У Швебіш-Галлі ходив у народну школу й реальне училище, отримав 1927 року атестат про середню загальну освіту. У 1927—1929 роках навчався у свого батька пивоварної справи. 1 січня 1932 року вступив у НСДАП (квиток № 869199), а з 1 березня по 16 листопада 1932 року перебував у Штурмових загонах (СА). З 1 серпня 1932 по 27 березня 1932 року був членом Гітлер'югенда, нагороджений золотим знаком. 4 березня 1933 року зарахований до лав СС (№ 105693). До кінця липня 1937 року перебував у штандарті СС «Німеччина» спочатку в Елльвангені, а потім Мюнхені. У складі прикордонного патруля СС служив у комісаріаті прикордонної поліції у Кіферсфельдені. 1 листопада 1937 року став керівником інспекції у школі прикордонної поліції у Пречі. 1 серпня 1940 року посланий до Берліна на курси підвищення кваліфікації поліційних службовців. Згодом проходив курси навчання для співробітників поліції безпеки, але не встиг їх закінчити.
У червні 1941 року приєднався до зондеркоманди 4a у складі айнзацгрупи C і після вторгнення до СРСР відправили на Східний фронт. У Білій Церкві організував масове вбивство дітей, а у Василькові як командир частини зондеркоманди керував розстрілом 200 євреїв і 60 душевнохворих. У Житомирі був присутнім на експерименті з використання вибухівки на радянських військовополонених. Крім того, брав участь у масовому вбивстві в Бабиному Яру, коли 29 і 30 вересня в урочищі під Києвом розстріляли 33 771 єврея.
З кінця грудня 1942 року служив у відділенні гестапо в Інсбруку, а у квітні 1943 року переведений у відділення гестапо в Брегенці. Влітку 1943 року відправлений до зондеркоманди 11b, що входила до айнзацгрупи D. У складі 11-го поліційного полку брав участь у боротьбі з партизанами. У грудні 1943 року відправлений до Греції, де очолив відділення поліції безпеки та СД у Патрасі. Наприкінці 1944 року вступив на службу у відомство поліції безпеки та СД у Відні.

### Після війни
У травні 1945 року заарештований американцями і до серпня 1948 року інтернований. На Нюрнберзькому процесі у справі про айнзацгрупи виступав як свідок захисту. Після звільнення з полону працював на підприємстві з виробництва бочок для вин і спиртних напоїв у Швебіш-Галлі, а 1954 року очолив підприємство. 25 травня 1965 рок заарештований і згодом став перед земельним судом у Дармштадті разом з іншими співробітниками зондеркоманди 4a. 29 листопада 1968 року засуджений до 9 років ув'язнення. Після апеляційної процедури 12 грудня 1973 земельний суд Дармштадта встановив вирок строком у 8 років ув'язнення. 25 лютого 1976 року звільнений з в'язниці в Констанці.
Помер у червні 1999 року у 87 років від наслідків хвороби Паркінсона. У нього залишилися дружина Ірмгард, до шлюбу Ернст, та дві доньки, Гудрун й Інгеборг.